# Markthalle (Ervy-le-Châtel)

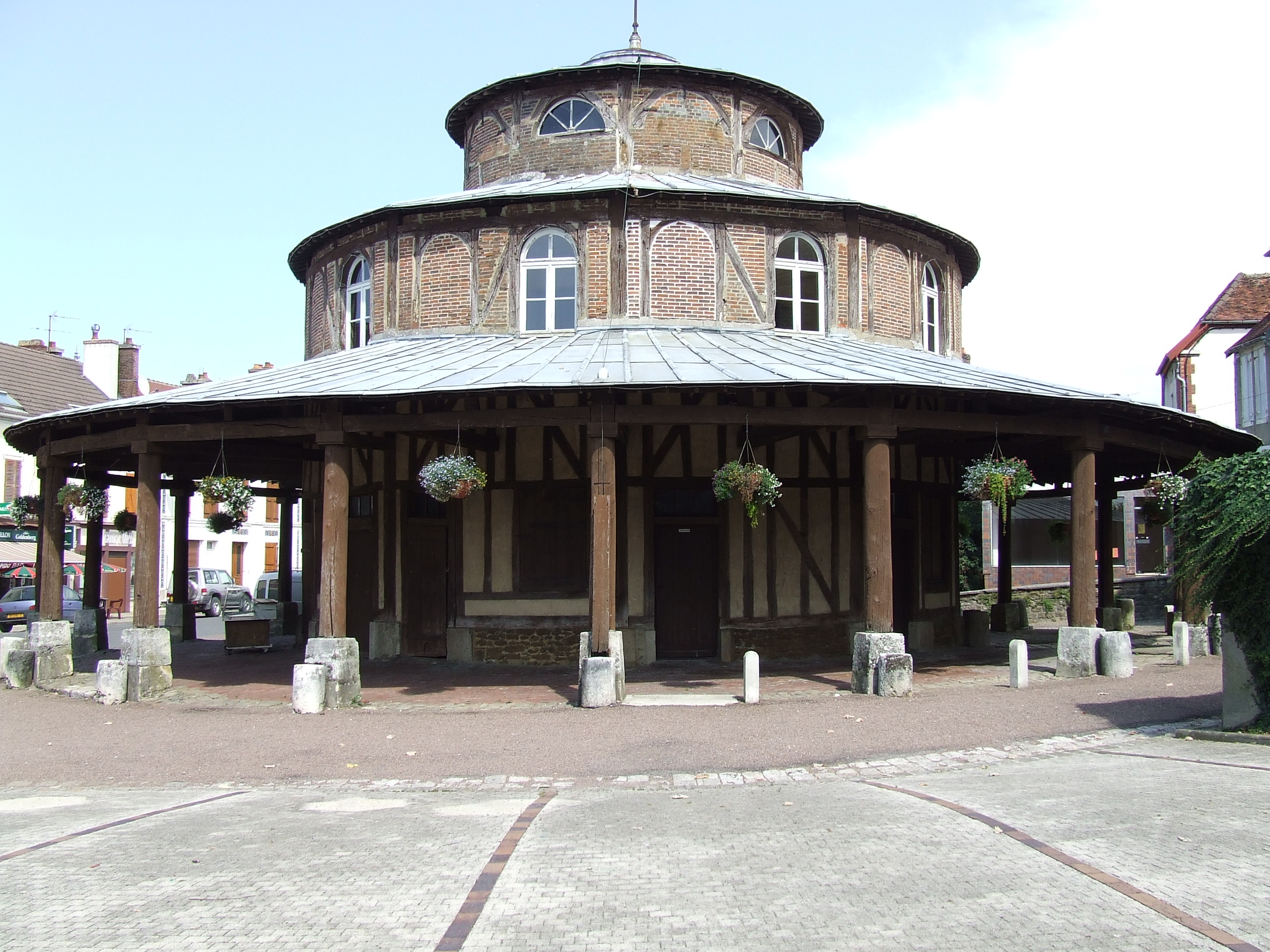
Markthalle in Ervy-le-Châtel

Die Markthalle in Ervy-le-Châtel, einer französischen Gemeinde im Département Aube in der Region Grand Est, wurde 1836/37 errichtet. Die ehemalige Markthalle steht seit 1947 als Monument historique auf der Liste der Baudenkmäler in Frankreich.
Das Gebäude in Form einer Rotunde wurde als Mehrzweckhalle errichtet. Im Erdgeschoss befanden sich ursprünglich die Feuerwehrpumpen, das Eichamt und die Stände der Markthändler. Im Obergeschoss gab es Büros der Gemeindeverwaltung. Heute werden in der Halle Ausstellungen und Feste veranstaltet. Das Office de Tourisme du canton d’Ervy (Touristinformation) hat hier seinen Sitz.